# Lithobius loricatus
Lithobius loricatus är en mångfotingart som beskrevs av Sseliwanoff 1881. Lithobius loricatus ingår i släktet Lithobius och familjen stenkrypare. Inga underarter finns listade i Catalogue of Life.